# Наган-країна
«Нага́н-краї́на» — збірка нарисів і статей українського письменника й журналіста Сергія Шевченка, за яку авторові присуджено Київську обласну літературну премію імені Григорія Косинки 2019 року.

## Зміст
У книжці, складеній з двох частин і виданій в авторській редакції, перегукуються дві теми: російська збройна агресія проти України (з 2014) і більшовицький Великий терор 1930-х років. У першій частині («За нашу свободу») вміщено твори, написані переважно в рік початку війни, розпаленої кремлівським режимом. Тут же в статті «Проща-2014 — з молитвою за Україну та її героїв» розповідається про громадську акцію вшанування полеглих українців, співорганізатором якої є «Соловецьке братство». У другій частині («У зоні терору») — історичні нариси й статті про трагічні долі українських вчених, працівників культури, письменників з когорти митців «розстріляного відродження». Серед героїв цих творів — філософ Петро Демчук, літератори Олекса Влизько, Ґро Вакар, Ґео Шкурупій, Валер'ян Поліщук та деякі інші.
В основу історичної публіцистики покладено віднайдені відомості з розсекречених архівних документів спецслужб України і Російської Федерації. Ще до виходу книжки Сергій Шевченко публікував у ЗМІ власні архівні розвідки про репресованих політв'язнів Соловків, жертв масових розстрілів доби Великого терору, вчинених на території Карелії (урочище Сандармох) та в інших навколосоловецьких краях. Десятки статей цієї тематики автор вмістив упродовж 2016—2017 років на сайті Міжнародної інформаційної агенції «Вектор ньюз», ініціювавши інформаційно-публіцистичний проєкт «Рік жертв Великого терору» (там же, в рубриці «Спецпроєкти» письменник оприлюднив оновлений і завдяки його дослідженням істотно доповнений «Список Сандармоху»). У другій частині збірки вміщено також статтю «Рік жертв Великого терору: вшануймо пам'ять репресованих» («Дзеркало тижня. Україна», 2017), за яку Сергія Шевченка вдруге відзначено Премією імені Івана Франка у галузі інформаційної діяльності (2018).
«Наган-країна» — це п'ята книжка публіциста, в якій він звертається до провідної теми своєї творчості — трагедії Соловків. Про жертв політичного терору й пошуки місць страт Сергій Шевченко розповідав, зокрема, у виданнях «Українські Соловки» (2001), «Архіпелаг особливого призначення» (2006), «Розвіяні міфи. Історичні нариси і статті» (2010), «Соловецький реквієм» (2013).

## Рецензії та відгуки
- «У новій збірці „Наган-країна“ йдеться про Великий терор 1930-х років і масові розстріли політв'язнів Соловецької тюрми, що функціонувала на біломорському архіпелазі. Досвідчений документаліст послідовно й глибоко, на основі розсекречених архівних джерел, досліджує долі українських патріотів, представників інтелектуальної еліти нації, вчених і митців „розстріляного відродження“…

У книжці є нарис і про поета Олексу Влизька, якого розстріляно в столиці тодішньої УРСР. Його, як і Григорія Косинку, Костя Буревія, Івана й Тараса Крушельницьких, Дмитра Фальківського, звинувачених у „тероризмі“, стратили в грудні 1934-го — то була горезвісна сталінська „відповідь терором на терор“ після вбивства в Ленінграді партійного функціонера Кірова. У Києві дослідник віднайшов у держархіві унікальний документ, що кидає світло на можливу справжню дату розстрілу Олекси Влизька — про це пише в статті „Таємниця страти поета“.
Злободенності виданню додає його перша частина — „За нашу свободу“, в якій ідеться про війну на Сході України, розв'язану сусідньою державою-агресором. Автор книжки проводить історичні паралелі з колишньою червоною імперією і доводить, що нищення українства від часів УНР, як і Голодомор-геноцид, страхітлива масова екзекуція в урочищі Сандармох, придушення національно-визвольної боротьби ОУН і УПА 1940–1950-х років, і сьогочасне „полювання“ на національно свідому, активну частину українства — це ланки одного ланцюга. Зник з політичної мапи світу Союз, однак у кривавих справах його наслідує агресивна спадкоємиця. Її панівна верхівка засобами пропаганди й силою зброї — війнами під гаслом „защіти русского міра“ — прагне повернути „в родную гавань“ не лише Крим, а й низку держав, які здобули незалежність після розвалу СРСР».
| Творам Сергія Шевченка, як зазначив знавець соловецької теми Юрій Сєров, притаманні «суворий документалізм, вимогливість у доборі фактів», а також гранична точність викладу нових, раніше невідомих фактів соловецької історії, які формують і зберігають національну пам'ять. Засновник Міжнародного дайджест-проєкту Solovki Encyclopedia наголошує: сильна сторона доробку письменника — історичні паралелі, асоціації, які дають змогу читачеві зорієнтуватися в сучасних подіях, правильно розставити акценти. Ця фахова оцінка цілком стосується і змісту нової збірки «Наган-країна». Роман Подкур, кандидат історичних наук |